# Rivolta cretese (1866-1869)
La rivolta cretese del 1866-1869 (in greco: Κρητική Επανάσταση του 1866) o Grande rivoluzione cretese (in greco: Μεγάλη Κρητική Επανάσταση) fu una rivolta che perdurò per tre anni a Creta tra la popolazione locale e il governo ottomano dell'isola. Questa fu la terza e la più grande delle rivolte cretesi che scoppiarono tra la fine della guerra d'indipendenza greca nel 1830 e la formazione dello Stato di Creta indipendente nel 1898.

## Antefatto

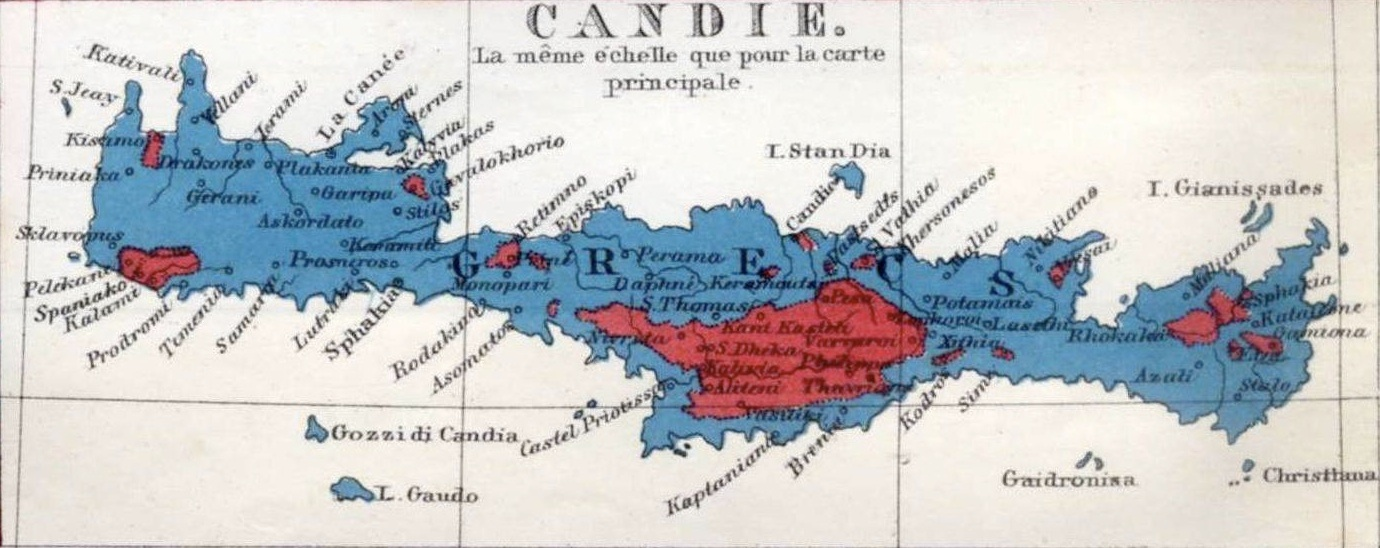
Mappa della distribuzione di cristiani (in blu) e musulmani (in rosso) a Creta nel 1861

I cristiani cretesi si erano sollevati col resto della Grecia nella rivoluzione greca del 1821 ma, malgrado il successo nelle campagne, gli ottomani avevano mantenuto il controllo di quattro città fortificate sulla costa settentrionale dell'isola (La Canea, Retimo, Candia e San Nicolò) e l'isola venne poi riconquistata completamente nel 1828, venendo assegnata come provincia all'Egitto (all'epoca lo Stato era vassallo dell'Impero ottomano, pur conservando una notevole semi-indipendenza e un proprio esercito). Nel 1840, Creta tornò sotto il diretto controllo ottomano il che portò nel 1841 allo scoppio di una nuova infruttuosa rivolta in supportò dell'unione con la Grecia indipendente. Un'altra rivolta si ebbe nel 1858 e assicurò questa volta alcuni privilegi alla popolazione cretese, come il diritto di portare delle armi, l'uguaglianza tra cristiani e musulmani e la fondazione di una serie di consigli degli anziani con giurisdizione sull'educazione locale e le leggi famigliari. Queste concessioni provocarono il risentimento della comunità mussulmana locale, mentre i cristiani richiedevano ulteriori libertà, mantenendo in segreto la loro idea di unirsi alla Grecia.

## La rivolta

La bandiera utilizzata durante l'assedio di Arkadi. Ispirata alla bandiera greca, riportava le iniziale del motto "Creta, Enōsis, Libertà o Morte", e la croce con l'iscrizione "Gesù Cristo Conquista"

Col salire delle tensioni sull'isola e l'invio di diverse petizioni inascoltate al sultano, andarono costituendosi delle bande armate e la sommossa popolare venne ufficialmente proclamata il 21 agosto 1866. La rivolta portò all'immediato appoggio della Grecia, ma anche altrove in Europa. I ribelli inizialmente riuscirono a ottenere il controllo di gran parte dell'entroterra dell'isola per quanto le quattro principali città fortificate dell'area sulla costa nord e la città di Ierapetra a sud rimasero nelle mani degli ottomani.

### Arkadi
Un evento in particolare portò a dure reazioni tra i circoli liberali dell'Europa occidentale, quello che divenne noto come l'olocausto di Arkadi. Il fatto avvenne nel novembre del 1866 quando una grande forza ottomana assediò il monastero di Arkadi che era il quartier generale della rivolta. Inoltre dei suoi 259 difensori, più di 700 donne e bambini avevano trovato rifugio nel monastero. Dopo diversi giorni di duri combattimenti, gli ottomani riuscirono a irrompere nel monastero. A quel punto, l'abate del monastero diede fuoco alla polvere da sparo conservata nei locali del monastero, causando la morte di gran parte dei ribelli e delle donne e dei bambini che vi si trovavano all'interno. Come riportato dallo scrittore e console americano William Stillman e altri inviarono in patria dei telegrammi e l'evento causò un enorme shock in tutto il resto dell'Europa e del Nord America, diminuendo la legittimazione degli ottomani a rimanere al potere.

### Il contesto
Alla metà del XIX secolo, da più di due secoli gli ottomani avevano il governo di Creta, malgrado le frequenti rivolte dei ribelli locali. Mentre i cretesi insorgevano contro l'occupazione ottomana durante la guerra d'indipendenza greca, il Protocollo di Londra del 1830 stabilì che l'isola non dovesse essere compresa nel neonato Stato greco.
Il 30 marzo 1856, il trattato di Parigi obbligò il sultano ad applicare anche a Creta l'Hatti-Houmayoun che garantiva eguaglianza civile e religiosa a cristiani e musulmani. Le autorità ottomane erano riluttanti a concedere ogni riforma. Prima che la maggior parte dei convertiti musulmani (la maggioranza degli ex cristiani era stata costretta a convertirsi all'islam e poi tornò cristiana), l'Impero ottomano aveva cercato di minare la libertà di coscienza. L'istituzione di nuove tasse creò del malcontento. Nell'aprile del 1858, 5000 cretesi si radunarono a Boutsounaria. Col decreto imperiale del 7 luglio 1858, i cretesi ottennero infine dei privilegi in materia religiosa, giudiziaria e finanziaria. Uno dei principali motivi della rivolta del 1866 fu la rottura dell'Hatti-Houmayoun.

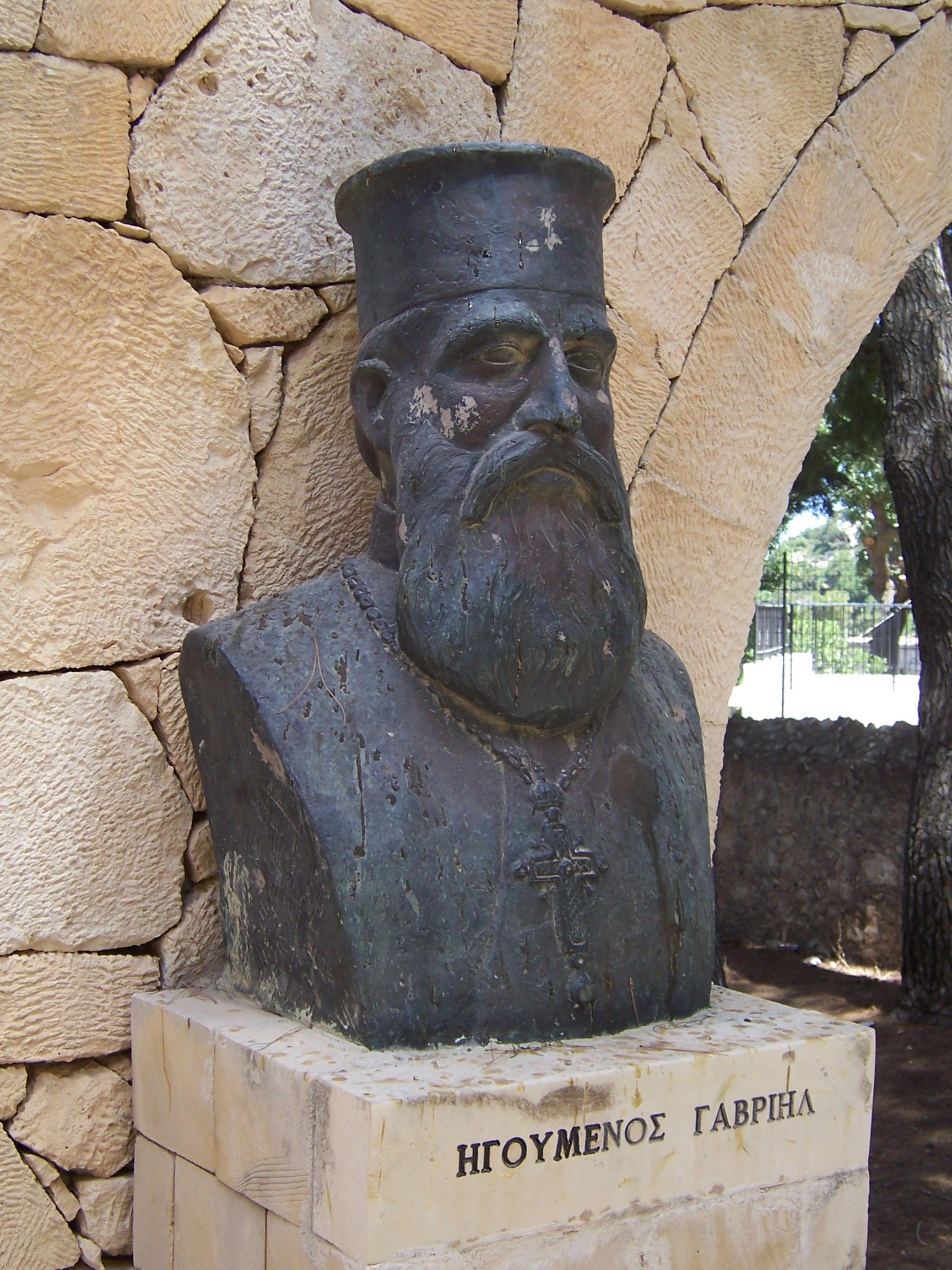
Busto dellhegumen Gavril

Una seconda causa dell'insurrezione del 1866 fu l'interferenza di Hekim Ismail Pasha, wāli di Creta, in una contesa interna per l'organizzazione dei monasteri dell'isola. Diversi laici avevano legato beni ai monasteri che si trovavano sotto la sovranità di un apposito consiglio di anziani e che erano usati come sedi di scuole, ma questi si opponevano ai vescovi. Ismail Pasha intervenne e designò una commissione per decidere se approvare o annullare l'elezione di membri giudicati indesiderabili, imprigionando i membri della commissione che erano stati incaricati di recarsi a Costantinopoli per sottoporre il fatto al patriarca. Questo intervento provocò la violenta reazione della popolazione cristiana di Creta.
Nella primavera del 1866, si tennero degli incontri in diversi villaggi. Il 14 maggio si tenne un'assemblea presso il monastero di Aghia Kyriaki a Boutsounaria presso La Canea. L'assemblea deliberò di inviare una petizione al sultano e ai consoli delle principali potenze presenti a La Canea. All'epoca del primo incontro le commissioni vennero capeggiate dall'hegumen di Arkadi, Gavril Marinakis.

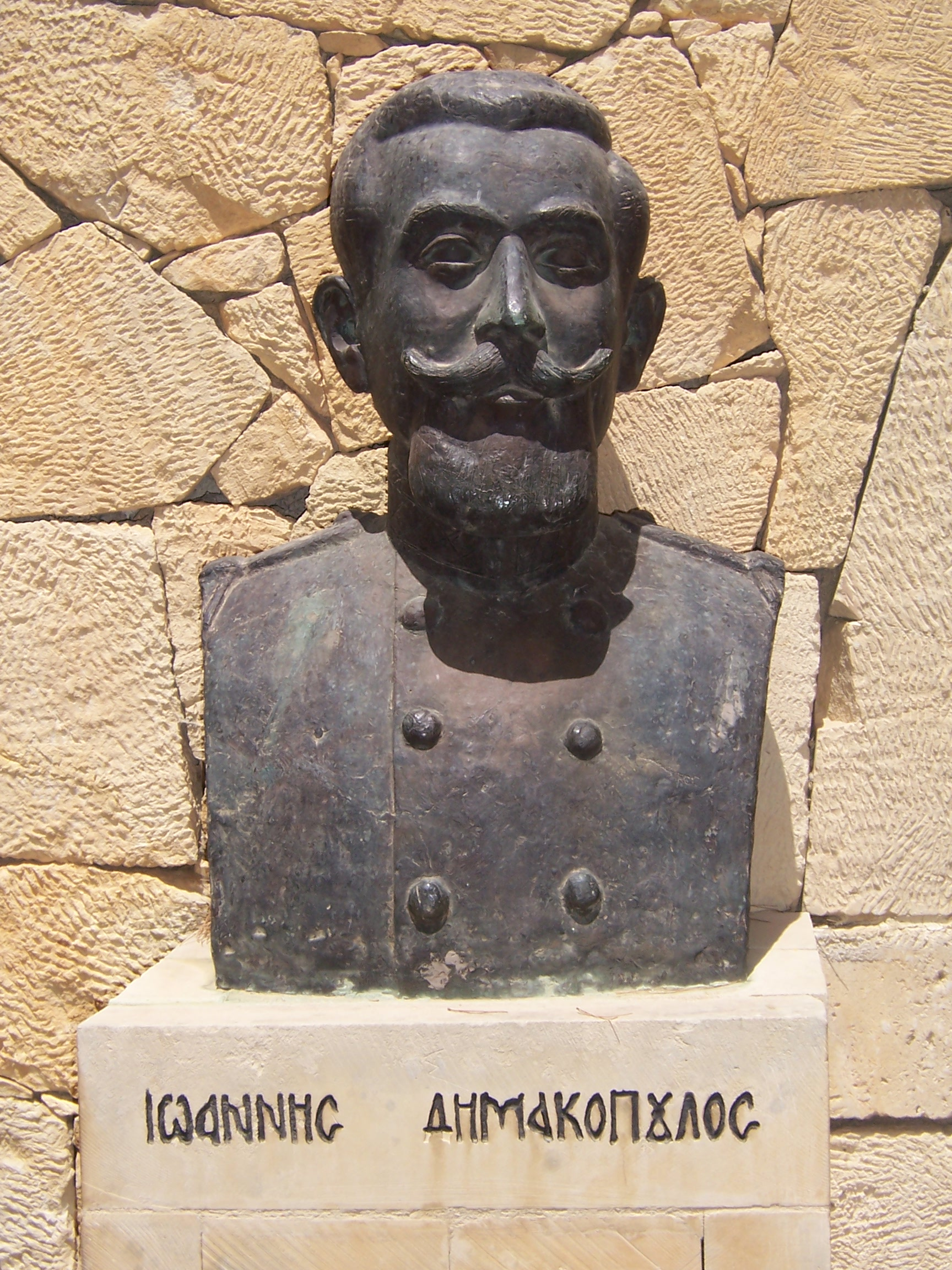
Ioannis Dimakopoulos

All'annuncio di queste nomine, Ismail Pasha inviò un messaggio all'hegumen attraverso il vescovo di Retimo, Kallinikos Nikoletakis. La lettera chiedeva all'hegumen di sciogliere i rivoltosi o il monastero sarebbe stato distrutto dalle truppe ottomane. Nel mese di luglio del 1866, Ismail Pasha inviò il suo esercito a fronteggiare gli insorti, ma i membri della commissione erano già partiti prima dell'arrivo dei soldati turchi. Gli ottomani distrussero diverse icone religiose e altri oggetti sacri che trovarono nel monastero prima di abbandonarlo.
Nel settembre di quell'anno, Ismail Pasha inviò all'hegumen una nuova minaccia di distruggere il monastero se le assemblee avessero continuato a tenervisi. L'assemblea decise di implementare il sistema difensivo del monastero. Il 24 settembre, Panos Koronaios giunse a Creta e sbarcò a Bali. Marciò quindi verso Arkadi dove divenne comandante in capo della rivolta per la regione di Retimo. Uomo di carriera militare, Koronaios credeva che il monastero non fosse difendibile. L'hegumen e i monaci erano convinti della resistenza della struttura e Koronaios alla fine concesse loro fiducia, ma li avvisò di distruggere prima le stalle che avrebbero potuto essere sfruttate dagli ottomani. Il piano venne ignorato. Dopo aver nominato Ioannis Dimakopoulos all'incarico di comandante della guarnigione del monastero, Koronaios lasciò la sua posizione. Alla sua partenza, diversi locali, perlopiù donne e bambini, decisero di rifugiarsi nel monastero, portando con loro i loro oggetti preziosi nella speranza di salvarli dalla furia degli ottomani. Al 7 novembre 1866, il monastero ospitava 964 persone: 325 uomini, dei quali 259 armati, e il resto era composto da donne e bambini.

### L'arrivo degli ottomani

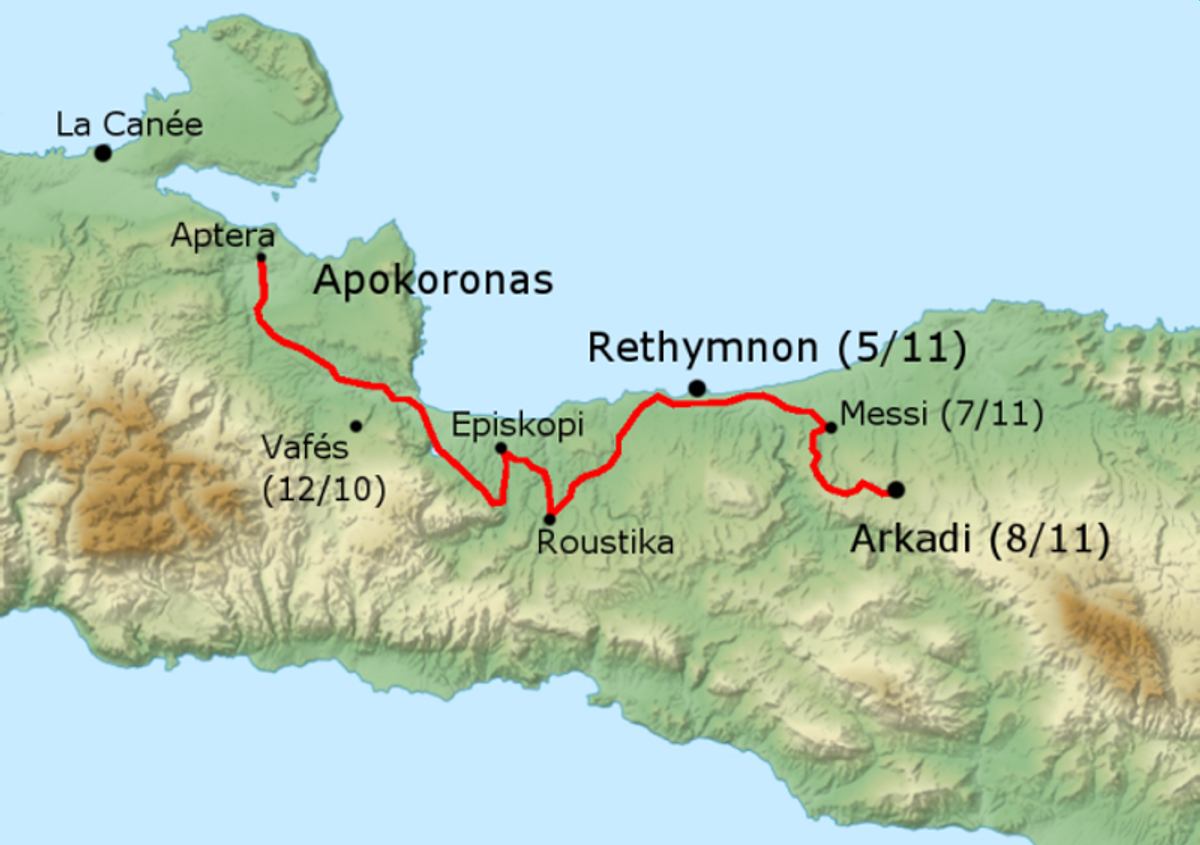
La rotta di Mustafa Pasha da Apokoronas verso Arkadi

Sin dalla vittoria di metà ottobre, le truppe di Mustafa Naili Pasha a Vafes, la maggioranza dell'esercito ottomano si trovava presso Apokoronas ed era concentrata in particolare nelle fortezze della baia di Souda. Il monastero rifiutava di arrendersi e pertanto Mustafa Pasha fece marciare le proprie truppe verso Arkadi. In un primo momento, si fermò e saccheggiò il villaggio di Episkopi. Da Episkopi, Mustafa inviò una missiva ai rivoluzionari di Arkadi, ordinando loro di arrendersi e informandoli che sarebbe giunto al monastero nei giorni successivi. L'esercito ottomano si rivolse quindi verso Roustika, dove Mustafa trascorse la notte nel monastero del profeta Elia, mentre i suoi uomini si accamparono nei villaggi di Roustika e Aghios Konstantinos. Mustafa giunse a Retimo il 5 novembre, dove incontrò i rinforzi ottomani ed egiziani. Le truppe ottomane raggiunsero il monastero la notte tra il 7 e l'8 novembre. Mustafa, sebbene avesse raggiunto il sito, decise di accamparsi nel vicino villaggio di Messi col suo staff.

### Le forze egiziane
Alla fine del 1866 Isma'il Pasha (il chedivè d'Egitto) inviò delle forze egiziane in aiuto all'Impero ottomano durante la ribellione, composte da 16 000 truppe di fanteria al comando di Amirliwa Ismail Shaheen Pasha a bordo di trasporti protetti dalla marina egiziana. Per la debolezza del piano della marina ottomana, diversi cannoni ed equipaggiamenti vennero sbarcati sul posto dai ribelli cretesi senza che i turchi si accorgessero, incrementando così le difese dei rivoltosi. Alla metà del 1867, il chedivè Isma'il Pasha rimosse Shaheen Pasha dalla sua posizione di comando delle forze egiziane e lo rimpiazzò con un militare di carriera, Amirliwa Ismail Sadiq Pasha, che diede prova di essere particolarmente versato nell'arte della guerra.

### L'attacco

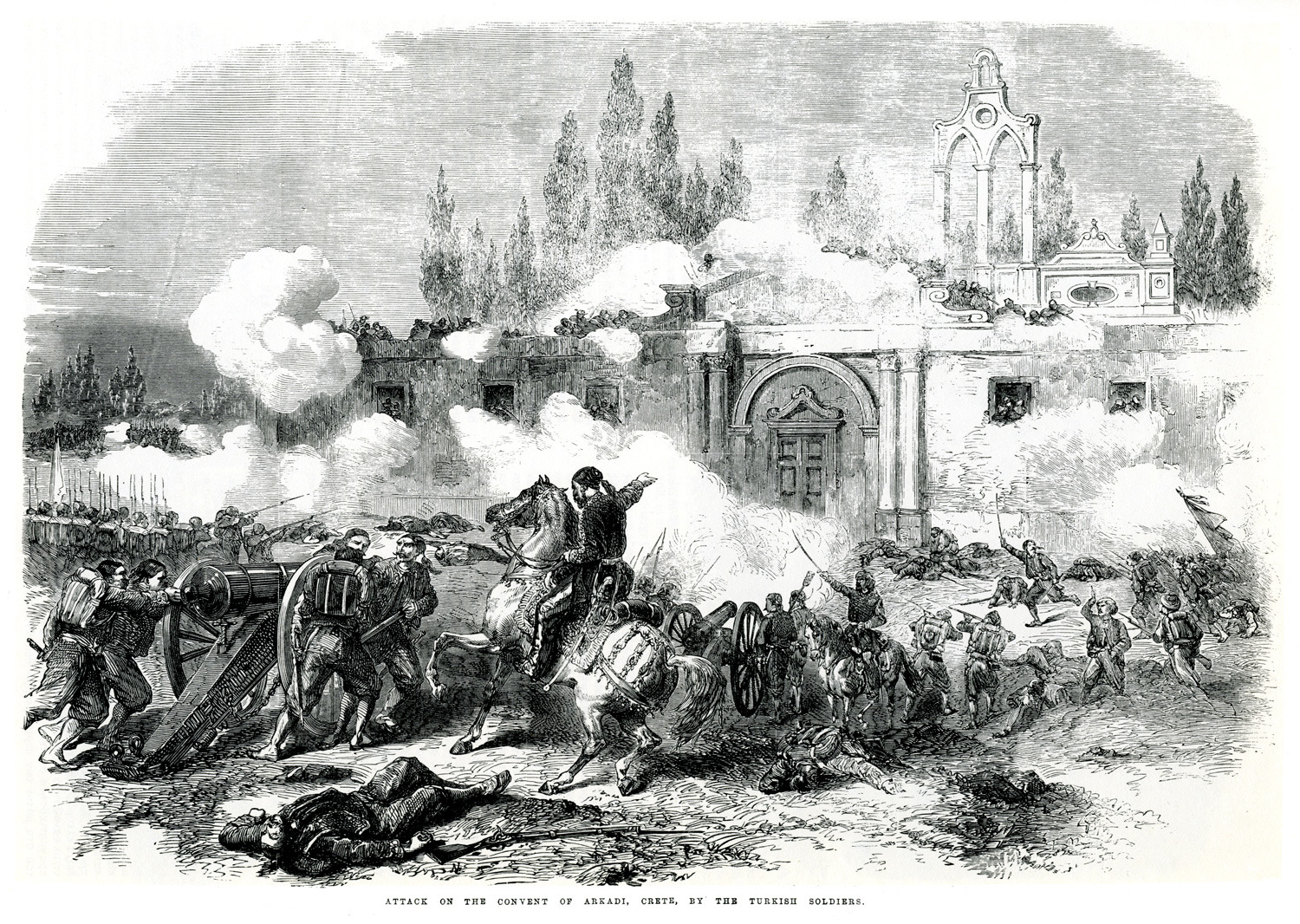
L'attacco dei turchi

La mattina dell'8 novembre, un esercito di 15 000 soldati ottomani e 30 cannoni, diretti da Suleyman, giunsero sulle colline del monastero mentre Mustafa Pasha attendeva a Messi. Suleyman, si posizionò sulla collina di Kore a nord del monastero e inviò l'ultima richiesta di resa. Ricevette per tutta risposta una cannonata.
L'assalto venne iniziato dalle forze ottomane. L'obbiettivo primario degli attaccanti fu la porta principale del monastero sulla facciata ovest. La battaglia perdurò per tutto il giorno senza che gli ottomani riuscissero a infiltrarsi nella struttura. Gli assediati avevano barricato la porta, rendendone difficoltoso lo sfondamento da parte del nemico. I cretesi erano relativamente ben protetti dalle mura del monastero, mentre gli ottomani apparivano vulnerabili ai colpi di cannone degli insorti, perdendo così molti uomini. Sette cretesi presero posizione in un mulino a vento del monastero. Questa struttura venne ben presto conquistata dagli ottomani, che vi appiccarono un incendio, uccidendo i guerrieri cretesi che vi si trovavano all'interno.
La battaglia si fermò col calar della notte. Gli ottomani ricevettero due cannoni pesanti da Retimo, uno dei quali era chiamato Koutsahila. Li posero nelle stalle. Dal lato degli insorti, si tenne un consiglio di guerra che decise di chiedere l'aiuto di Panos Koronaios e di altri capi cretesi della valle di Amari. I due inviati riuscirono ad attraversare le linee ottomane senza essere notati col favore dell'oscurità. I messaggeri ritornarono quella notte stessa con la notizia che era impossibile ottenere ulteriori rinforzi in tempo perché tutte le strade erano state occupate e bloccate dagli ottomani.
Il combattimento ebbe inizio la sera del 9 novembre. I cannoni distrussero la porta d'ingresso del monastero e gli ottomani entrarono nella struttura dove subirono pesanti perdite. Nel contempo, i cretesi si trovavano a corto di munizioni e molti vennero costretti a combattere con le sole baionette o altri oggetti affilati. Gli ottomani riuscirono ad avere la meglio.

### La distruzione

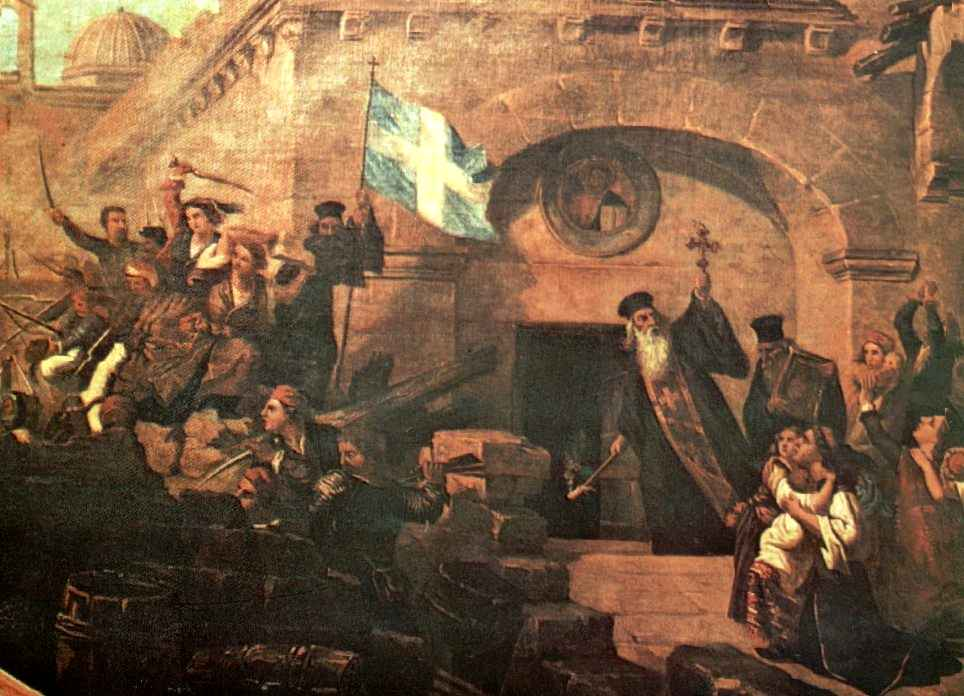
Lhegumen Gavril conduce gli assediati al deposito della polvere da sparo del monastero

Le donne e i bambini nel monastero si nascondevano nel magazzino delle polveri. Quando l'ultimo combattente cretese venne sconfitto, il monastero era ormai nelle mani degli ottomani. Trentasei insorti trovarono rifugio nel refettorio, ma avendo anch'essi finito le munizioni vennero massacrati dagli ottomani che riuscirono a forzare la porta.
Nel magazzino della polvere da sparo, dove si trovava la maggior parte della popolazione del forte, si trovava anche Konstantinos Giaboudakis. Quando gli ottomani giunsero alla porta del magazzino, Giaboudakis diede fuoco a uno dei barili di polvere da sparo e causò un'enorme esplosione che provocò la morte di numerosi soldati ottomani.
Anche altrove nel monastero dove pure si trovavano altri barili di polvere da sparo venne fatto lo stesso, ma la polvere era umida ed esplodeva solo parzialmente.
Delle 964 persone presenti all'inizio dell'assalto, 864 vennero uccise in combattimento o al momento dell'esplosione. 114 tra uomini e donne vennero catturati, ma tre o quattro riuscirono a fuggire incluso uno dei messaggeri che erano andati alla ricerca di rinforzi. L'hegumen Gavril risultò fra le vittime. La tradizione vuole che fu tra quanti uccisi dall'esplosione dei barili di polvere da sparo, ma è più facile che egli sia stato ucciso durante il primo giorno dei combattimenti. Le perdite degli ottomani furono stimate in 1500 uomini. I loro corpi vennero sepolti senza indicazione e altri vennero gettati nelle vicine gole della terra. I numerosi morti cristiani cretesi vennero raccolti e posti in un mulino che divenne un reliquiario in omaggio a difensori di Arkadi. tra le truppe ottomane, un gruppo di egiziani copti si rifiutarono di uccidere altri cristiani e vennero pertanto giustiziati dagli ottomani musulmani per diserzione.
I 114 sopravvissuti vennero presi prigionieri e portati a Retimo dove vennero sottoposti a diverse umiliazioni dagli ufficiali responsabili del loro trasporto, ma anche dalla popolazione locale musulmana che gettò contro loro pietre e insulti al loro ingresso in città. Le donne e i bambini rimasero imprigionati per una settimana nella chiesa della Presentazione della Vergine della città. Gli uomini vennero imprigionati invece per un anno in altro loco. Il consolato russo dovette intervenire per redarguire Mustafa Pasha sulle elementari norme igieniche da concedere ai prigionieri e per concedere a questi almeno dei vestiti adeguati. Dopo un anno, i prigionieri vennero rilasciati.

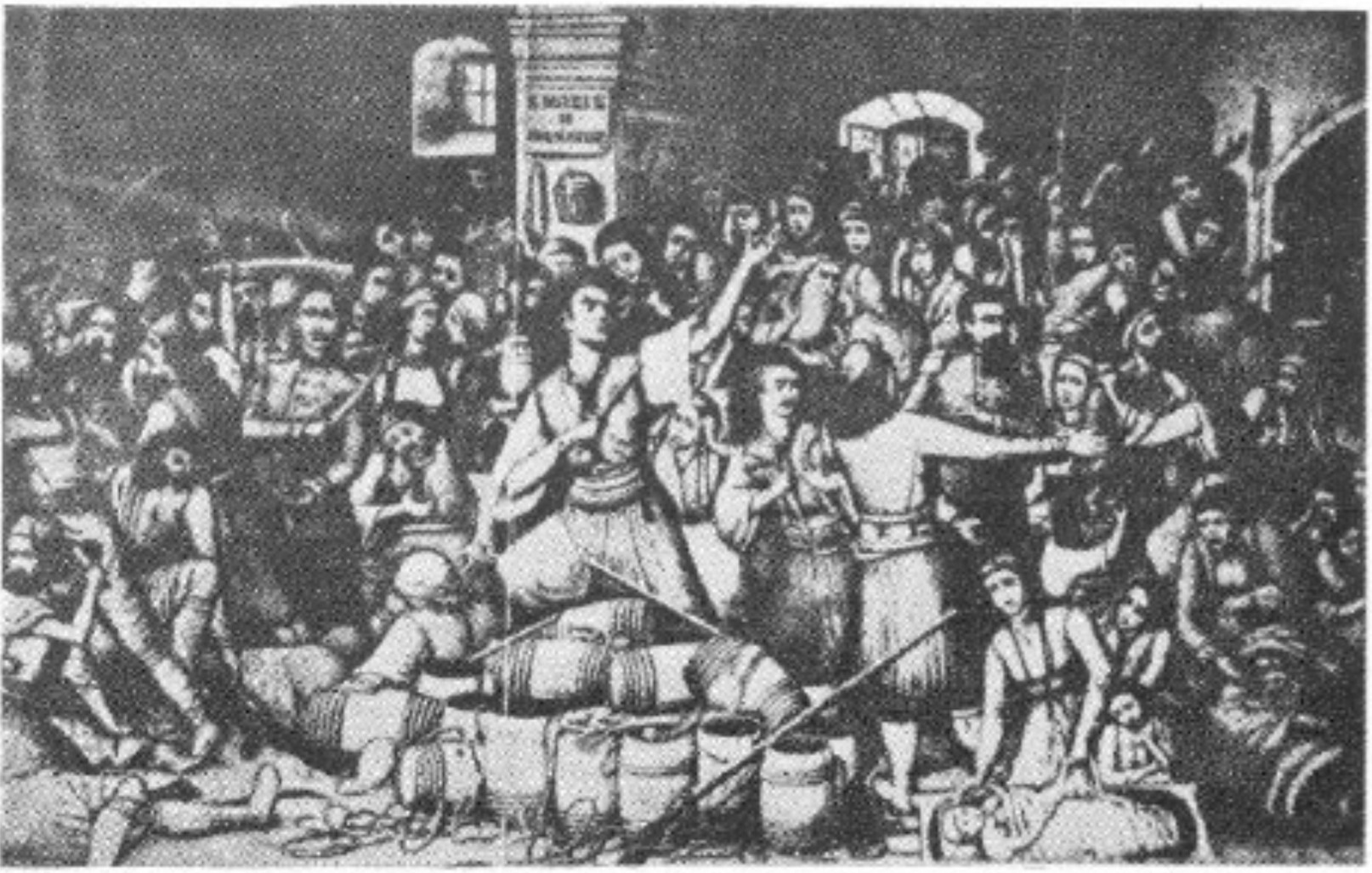
Konstantinos Giaboudakis prepara i barili di polvere
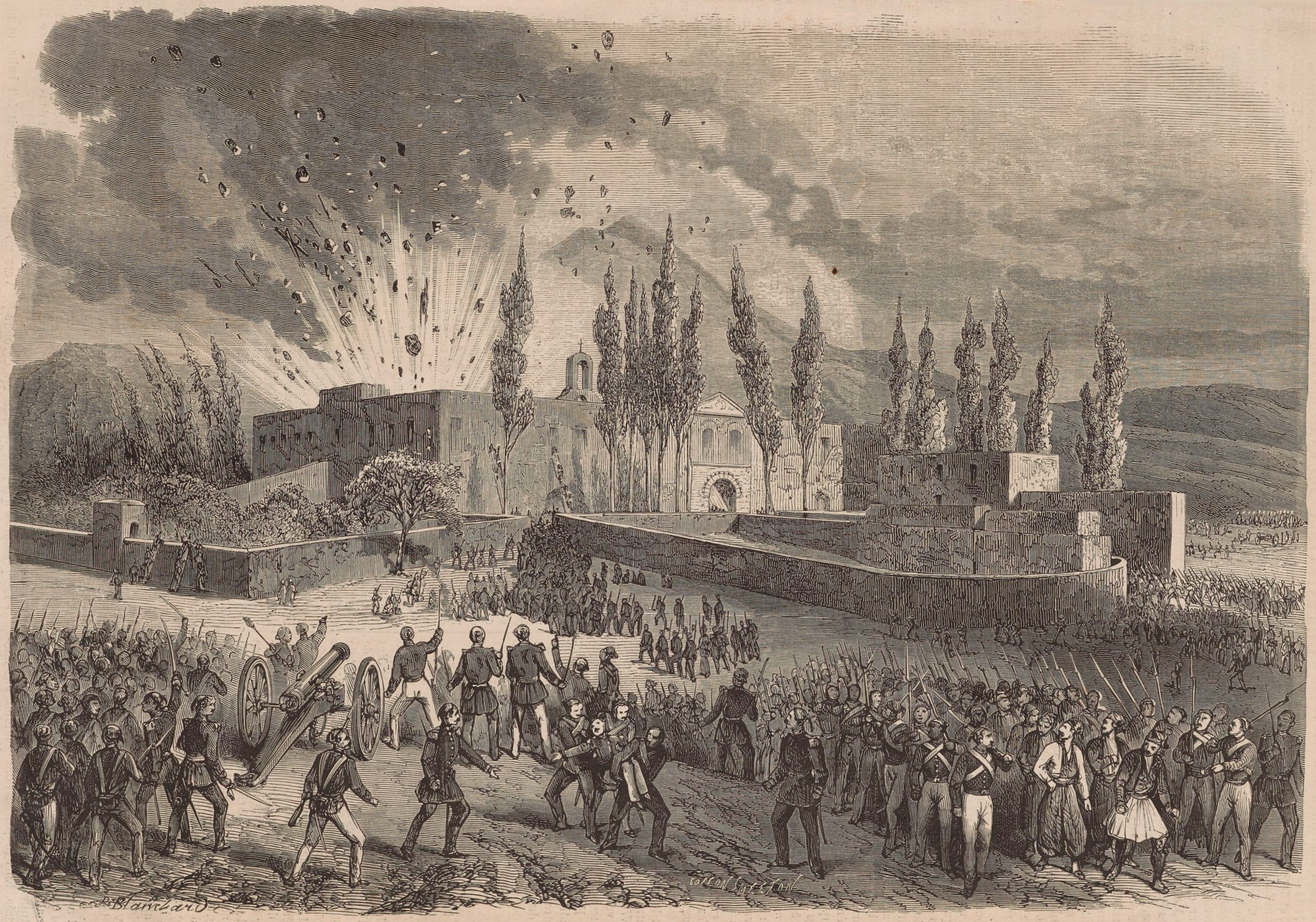
L'esplosione nel magazzino delle polveri
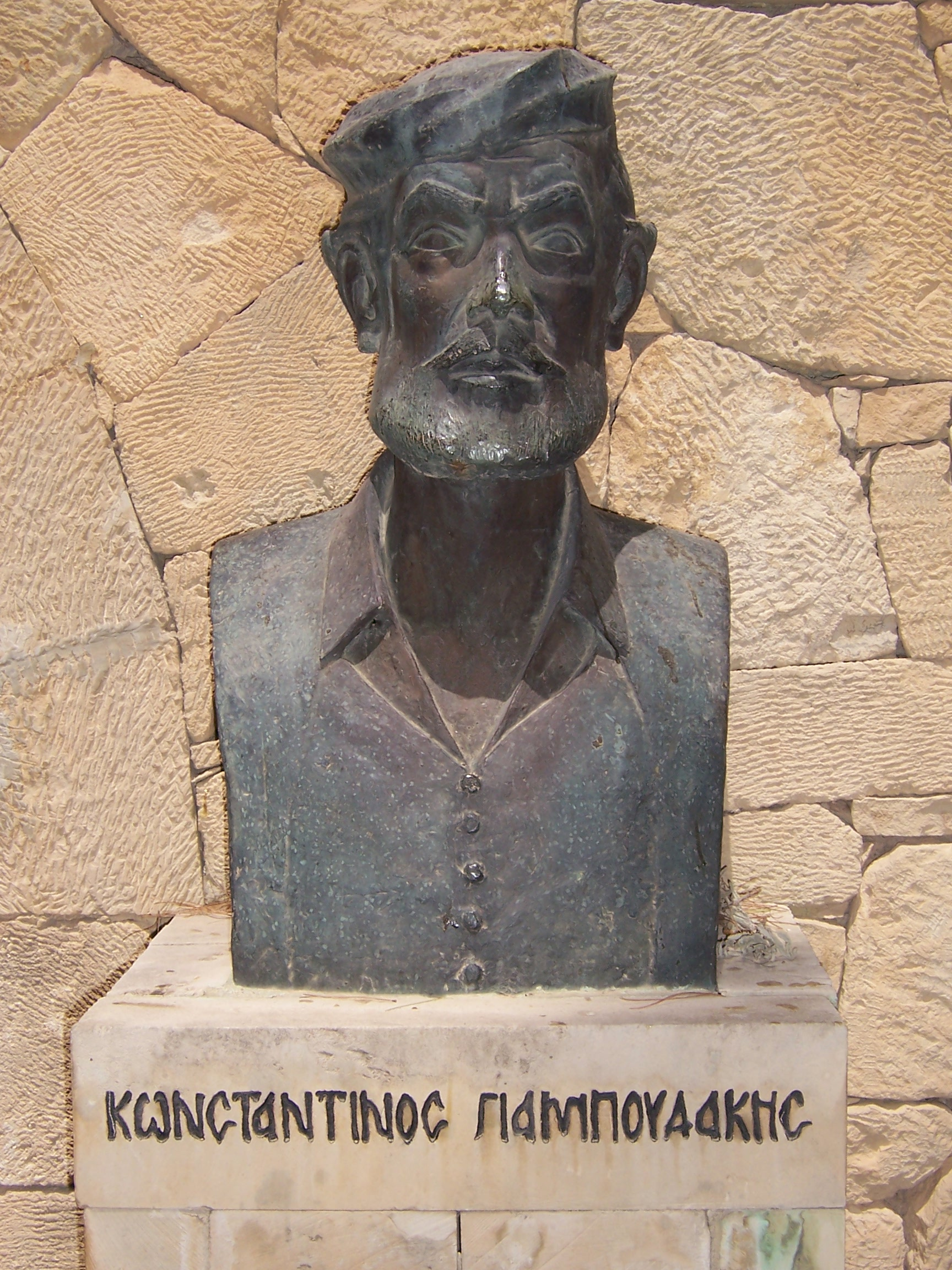
Konstantinos Giaboudakis

### Le reazioni internazionali
Gli ottomani considerarono la presa di Arkadi come una grande vittoria e la celebrarono largamente. A ogni modo, gli eventi di Arkadi provocarono indignazione non solo tra i cretesi, ma anche in Grecia e all'estero. La tragedia di Arkadi pose l'attenzione internazionale sul conflitto. Gli eventi richiamarono alla memoria il terzo assedio di Missolungi e numerosi furono i filelleni che si schierarono in favore di Creta. Sull'isola giunsero numerosi volontari dalla Serbia, dall'Ungheria e dall'Italia. Gustave Flourens, un insegnante del Collège de France, si iscrisse tra questo gruppo e giunse a Creta sul finire del 1866. Questi costituì un piccolo gruppo di filelleni con tre altri francesi, un inglese, un americano, un italiano e un ungherese. Questo gruppo pubblicò un pamphlet dal titolo La questione orientale ed il rinascimento cretese, contattando diversi politici francesi e organizzando conferenze a tema in Francia e ad Atene. I cretesi lo nominarono deputato all'assemblea, ma questi rifiutò.
Giuseppe Garibaldi, in diverse sue lettere, lodò il patriottismo dei cretesi e la loro volontà d'indipendenza. Numerosi garibaldini, mossi da ardente filellenismo, si recarono a Creta per partecipare a diversi scontri. Lettere scritte da Victor Hugo vennero pubblicate sul giornale Kleio di Trieste, fatto che contribuì a fare sensazione a livello internazionale. Le lettere diedero incoraggiamento ai cretesi e assicurarono loro appoggi esterni di ogni genere. Second Hugo, il dramma di Arkadi non era stato diverso da quello della distruzione di Psara o dal terzo assedio di Missolungi. Così descrisse la tragedia di Arkadi:
[...]

Quando uno sente questo nome, Arkadi, difficilmente comprende subito cosa significhi. E qui vi sono diversi dettagli precisi che devono essere detti. Ad Arkadi, il monastero del Monte Ida, fondato da Eraclio, seimila turchi attaccarono novecentosettanta uomini e trecentoquarantatré tra donne e bambini. I turchi avevano con loro ventisei cannoni e due mitragliatrici, i greci avevano duecentoquaranta moschetti con loro. La battaglia perdurò per due giorni e due notti; il convento si ritrovò con milleduecento fori di proiettile sulle sue mura; un muro crollò, i turchi entrarono, i greci continuarono la lotta, centocinquanta moschetti vennero uccisi e la battaglia continuò per altre sei ore negli ambienti interni, lasciando altri duecento cadaveri nel cortile. Infine, l'ultima resistenza venne spezzata; i turchi si riversarono nel convento prendendone il controllo. Una sola stanza barricata rimaneva ancora in piedi dove si trovava la polvere da sparo e questa stanza, nei pressi dell'altare, con al centro un gruppo di bambini e madri, ospitava anche un uomo di ottant'anni, un sacerdote, l'hegumen Gavril, in preghiera... la porta venne abbattuta e cadde. L'anziano pose una candela sull'altare, diede un ultimo sguardo ai bambini ed alle donne e diede fuoco alla polvere da sparo. Una terribile esplosione salvò dal disonore della disfatta... e questo eroico monastero, che era stato difeso come una fortezza, finì come un vulcano.»
Non trovando soluzioni abbordabili presso le grandi potenze europee, i cretesi cercarono disperatamente l'aiuto degli Stati Uniti. In quel tempo, gli americani effettivamente cercavano una testa di ponte nel Mediterraneo e pertanto diedero il loro supporto a Creta, cercando di comprare l'isola di Milo o Port Island. Il pubblico americano espresse solidarietà. I filelleni americani si schierarono subito con l'idea dell'indipendenza cretese, e nel 1868 se ne occupò anche la Camera dei Rappresentanti, ma gli Stati Uniti decisero infine di non interferire nella questione con l'Impero ottomano.

## Conseguenze
Pensando che l'episodio di Creta sarebbe stato un preludio a sollevazioni nei Balcani, il gran visir ottomano A'ali Pasha, giunse sull'isola nell'ottobre del 1867 e vi rimase per quattro mesi. A'ali iniziò una visita di basso profilo distretto per distretto ricostruendo e fortificando così da mantenere il controllo ottomano sino alla fine del secolo nell'area.
Cosa ancora più importante, egli dispose una legge organica che diede ai cristiani cretesi eguale controllo nell'amministrazione locale rispetto ai musulmani. Con questa rassicurazione, ci volle comunque sino al 1869 perché si acquietassero i rivoltosi anche se personaggi come il filorusso Hadjimichaelis rimasero in esilio in Grecia.

## Nella letteratura
La rivolta cretese viene citata in Ventimila leghe sotto i mari di Jules Verne, opera scritta proprio nel periodo della rivolta. il capitano Nemo di Verne si dice che abbia utilizzato il suo sottomarino, il Nautilus, per far pervenire "4000 libbre d'oro" ai ribelli. Questo passaggio indica chiaramente la simpatia di Verne per la causa dei ribelli.
Le rivolta viene menzionata anche nel racconto Capitan Michele di Nikos Kazantzakis. In quest'opera, l'esplosione del monastero è attribuita al protagonista del racconto, il capitano Michele.